# Tata Sierra
Tata Sierra — индийский внедорожник производства Tata Motors. За основу взята модель Tata Telcoline. На экспортных рынках был известен как Tata Sport, Tata Telcosport, Tata Grand Telcosport, Tata Gurkha и Tata Loadbeta.

## История семейства

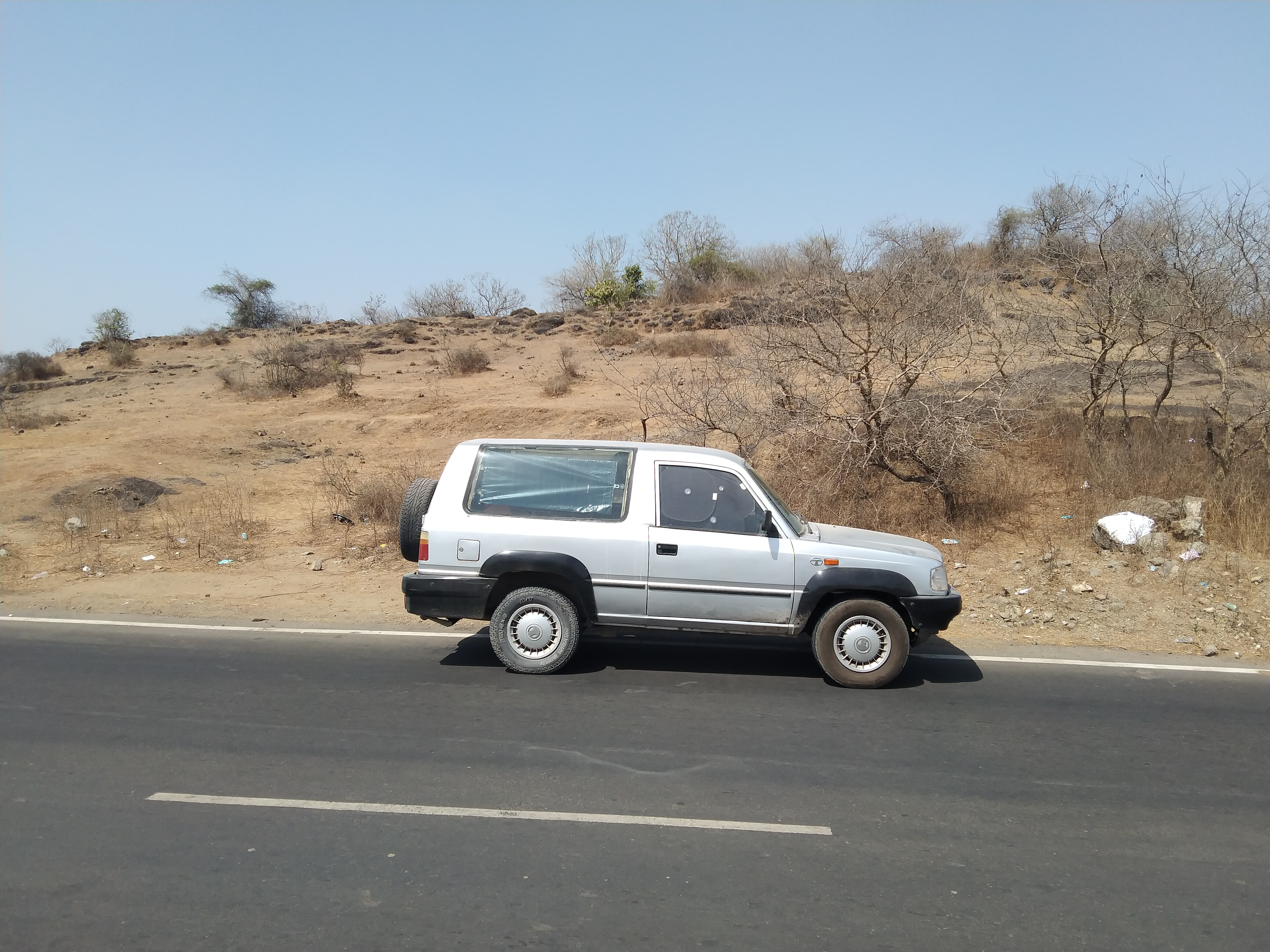
Tata Sierra Turbo

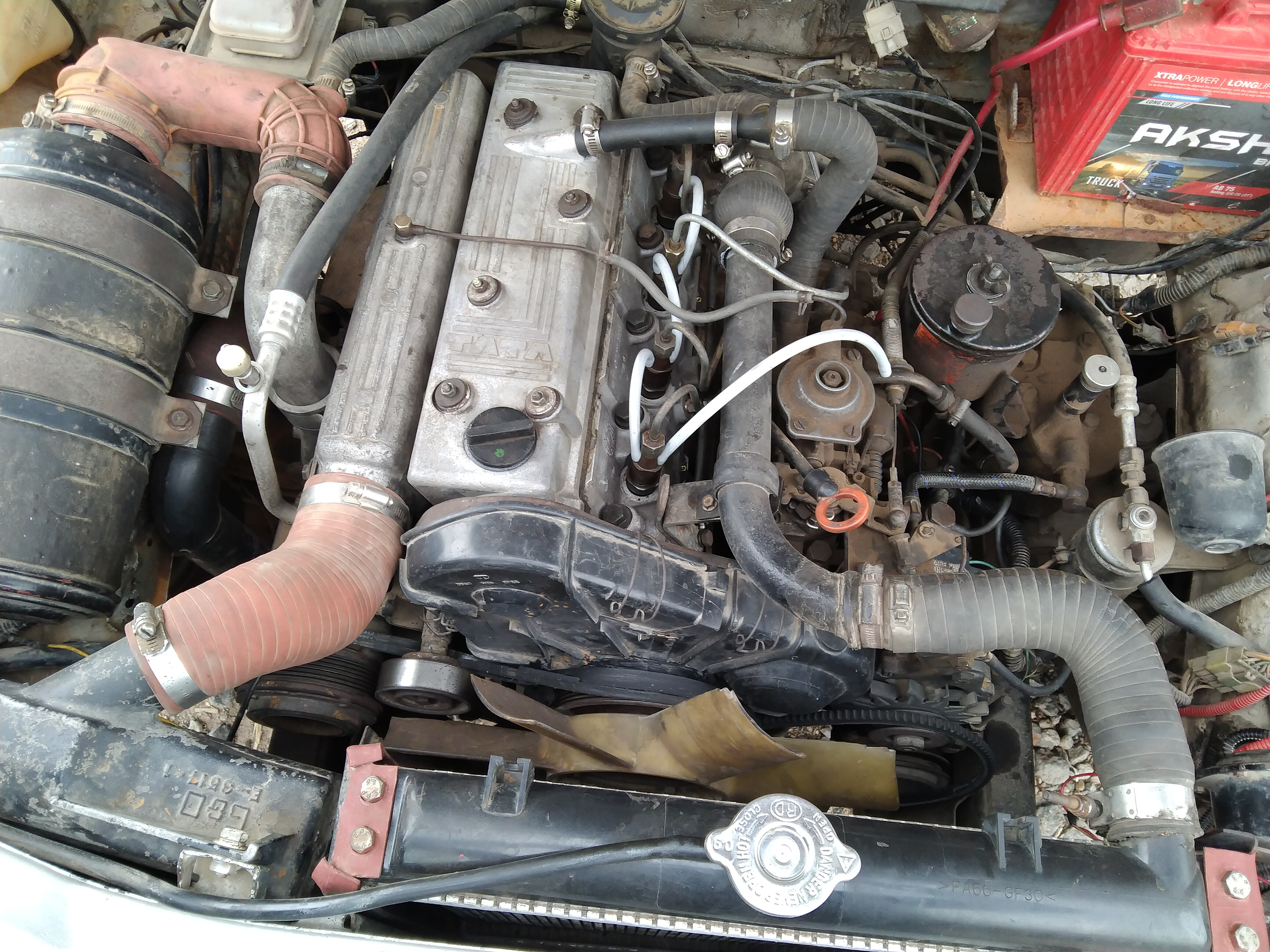
Двигатель автомобиля Tata Sierra

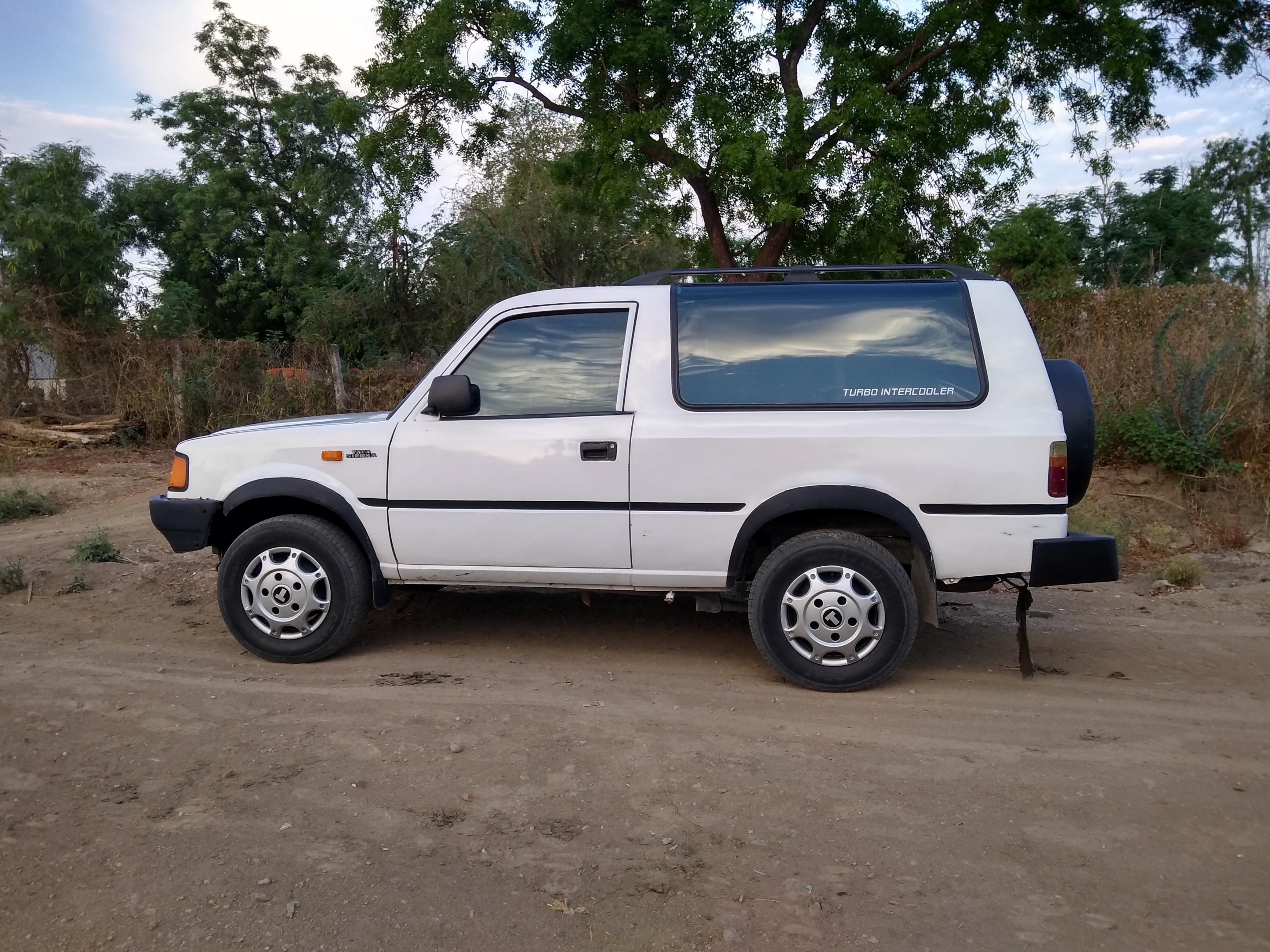
Tata sierra NA

Первый прототип Tata Sierra появился в 1991 году, как первый внедорожник компании Tata Motors. За основу взята платформа Tata X2. Принципиальным отличием от Telcoline является усиленная шумоизоляция.
Кузов автомобиля трёхдверный, общая длина составляет 4,41 метра, максимальная скорость на полном приводе — 60 км/ч. Задний дифференциал блокируется автоматически. Подвески взяты от модели Telcoline. Передняя ось трапециевидная, тогда как задняя имеет спиральные пружины, более жёсткий мост и пять тяговых рычагов.
Летом 1997 года было представлено второе поколение модели со значительными модернизациями. Наконец, в 2003 году производство было завершено. Но потом в 2020 году производство возобновилось под названием Tata Sierra EV. Серийное производство планируется стартовать в 2022 — 2023 годах.

## Двигатель
Атмосферный дизельный двигатель взят от модели Tata Telcoline. Объём составляет 2 литра. Мощность — 63 л. с. Позднее он был вытеснен двигателем 483DLTC, который позднее ставили на автомобили Tata Safari, Tata Sumo и Tata Winger.